# Bent-Ove Pedersen
Bent-Ove Pedersen (Oslo, 11 luglio 1967) è un ex tennista norvegese.

## Carriera
In carriera ha vinto un titolo di doppio, l'ATP Bolzano nel 1992, in coppia con lo svedese Anders Järryd. Nei tornei del Grande Slam ha ottenuto il suo miglior risultato raggiungendo i quarti di finale di doppio agli US Open nel 1991, in coppia con lo statunitense Matt Lucena.
In Coppa Davis ha disputato un totale di 35 partite, ottenendo 22 vittorie e 13 sconfitte.

## Statistiche

### Doppio

#### Vittorie (1)
| Numero | Anno            | Torneo               | Superficie | Compagno      | Avversari in finale   | Punteggio     |
| 1.     | 18 ottobre 1992 | ATP Bolzano, Bolzano | Sintetico  | Anders Järryd | Tom Nijssen Cyril Suk | 6-1, 6-7, 6-3 |

### Doppio

#### Finali perse (1)
| Numero | Anno            | Torneo                          | Superficie | Compagno    | Avversari in finale         | Punteggio |
| 1.     | 10 gennaio 1993 | Kuala Lumpur Open, Kuala Lumpur | Cemento    | Henrik Holm | Jacco Eltingh Paul Haarhuis | 5-7, 3-6  |